# Studio Ghibli
Studio Ghibli (スタジオジブリ Sutajio Jiburi?) es un estudio japonés de animación, considerado por la crítica especializada y muchos cinéfilos como uno de los mejores estudios de animación del mundo en la actualidad.
El estudio es conocido por sus largometrajes animados y también ha producido varios cortometrajes, comerciales de televisión y una película para televisión. Fue fundado el 15 de junio de 1985 por los directores Hayao Miyazaki e Isao Takahata y el productor Toshio Suzuki, después del éxito de la película de anime de Topcraft Nausicaä del Valle del Viento (1984). Studio Ghibli también ha colaborado con estudios de videojuegos en el desarrollo visual de varios videojuegos.
Seis de las películas de Studio Ghibli se encuentran entre las 10 películas de anime más taquilleras realizadas en Japón, siendo El Viaje de Chihiro (2001) la segunda más alta, recaudando más de 360 millones de dólares en todo el mundo. Muchos de sus trabajos han ganado el premio Animage Anime Grand Prix, y cinco han ganado el Premio de la Academia Japonesa de Animación del Año. Seis de las películas de Studio Ghibli han recibido nominaciones al Óscar y dos de ellas han ganado el premio. El Viaje de Chihiro ganó el Oso de Oro en 2002 y el Premio de la Academia a la mejor película de animación en 2003. El Chico y la Garza (2023) ganó de nuevo el Óscar a la mejor película de animación en 2024, además del BAFTA y el Globo de Oro a la mejor película de animación. En los premios Globo de Oro este film fue también nominado a mejor banda sonora original. Totoro, personaje principal de Mi vecino Totoro, es la mascota del estudio.
El 3 de agosto de 2014, Studio Ghibli detuvo temporalmente la producción tras el retiro de Miyazaki. Sin embargo, en febrero de 2017, Toshio Suzuki anunció que Miyazaki había vuelto a salir de su retiro para volver a su puesto de director en el estudio. El 14 de julio de 2023, la nueva película de Miyazaki: El chico y la garza (2023), vio la luz en Japón. Tras el estreno mundial del filme, Suzuki reveló que Miyazaki está interesado en realizar una nueva película con el estudio y ya está trabajando en ella.

## Nombre
El nombre Ghibli deriva de la palabra italiana «ghibli», basada en el nombre del viento cálido del desierto que sopla en Libia. También hace referencia a un avión italiano, el Caproni Ca.309 Ghibli. Aunque la palabra en italiano se translitera ギブリ (Giburi), el nombre en japonés del estudio es ジブリ (Jiburi).

## Historia
Fundado en 1985, el estudio está dirigido por el galardonado director Hayao Miyazaki, y hasta 2018 estuvo dirigido por Miyazaki junto a su amigo y mentor, Isao Takahata, fallecido en ese año. Sus orígenes datan de 1984, con la película Nausicäa del Valle del Viento, la cual comenzó como un manga en una publicación de la revista Tokuma Shoten. Tokuma era la compañía "madre" de Ghibli, y cedió a Disney los derechos de video y distribución de varias películas; entre ellas La princesa Mononoke y El viaje de Chihiro. Sin embargo, en 2011, la distribuidora GKIDS anunció la adquisición de los derechos de distribución teatral de la biblioteca del estudio en Norteamérica.
El 1 de septiembre de 2013, el director de cine y cofundador de la compañía, Hayao Miyazaki, anunció su retirada a través de un comunicado oficial. El 3 de agosto de 2014, Toshio Suzuki, productor del estudio y uno de los fundadores del estudio, anunciaba que clausuraban su sección de producción de largometrajes, siendo El recuerdo de Marnie, su última película. Uno de los factores que provocaron esta decisión fue la retirada del director de cine Hayao Miyazaki, otro de los fundadores del estudio, que según las declaraciones, su salida supuso un duro golpe; junto con la jubilación del cineasta, se cree que la regular recepción de taquilla de El cuento de la princesa Kaguya, la última obra dirigida por Isao Takahata, fue también un motivo. El Studio Ghibli siguió con sus licencias hasta acabar un proceso de reestructuración. Sin embargo, en febrero de 2017, Toshio Suzuki anunció que Hayao Miyazaki regresaba de su retiro para volver a su puesto de director en el estudio y esto provocó que el 10 de agosto de 2017, el estudio reabriese sus puertas. A día de hoy, el estudio de animación sigue activo y produciendo nuevas películas y cortometrajes de animación.
El estudio de animación cuenta con tres eras distintas, dependiendo de la empresa matriz que manejase a Studio Ghibli. El estudio comenzó junto a Tokuma Shoten, como marca subsidiaria en su era inicial, desde la fundación del estudio en 1985. En el año 2005 comenzó su era independiente, ya que la asociación con Tokuma Shoten terminó en abril de ese mismo año y el estudio se restableció como una empresa independiente con sede reubicada. Sin embargo, en septiembre de 2023 la cadena japonesa Nippon Television (NTV) anunció que convertiría al estudio en su subsidiaria, al adquirir un 42,3 % de sus acciones. Por ello, el liderazgo de Studio Ghibli pasó a Hiroyuki Fukuda, un alto ejecutivo de Nippon TV. Toshio Suzuki se convirtió en presidente y Hayao Miyazaki se convirtió en presidente honorario.
Cabe destacar que las películas del estudio han adquirido muchos premios, entre ellas, seis de sus películas fueron nominadas al Óscar a la producción cinematográfica de animación más destacada y dos de ellas lograron hacerse con el premio; las cintas nominadas fueron: El viaje de Chihiro (2001), Howl no Ugoku Shiro (2004), El recuerdo de Marnie (2014), Kaze Tachinu (2013), El cuento de la princesa Kaguya (2013) y El chico y la garza (2023). El viaje de Chihiro y El chico y la garza fueron las películas que lograron ser galardonadas con el Óscar.
Además de las películas ya mencionadas, muchas otras contaron con un gran éxito en los cines, como puede ser el caso de Howl no Ugoku Shiro y Gake no ue no Ponyo. A lo largo de todas sus películas, han contado con grandes voces para el doblaje en inglés, como por ejemplo Patrick Stewart, Anne Hathaway, Christian Bale, Elle Fanning, Liam Neeson, Matt Damon o Mark Hamill, entre otros.
El 3 de junio de 2020, se anunció oficialmente el lanzamiento de Āya to Majo, la primera película de animación digital 3D del estudio, siendo estrenada el 30 de diciembre del mismo año. La película fue dirigida por Goro Miyazaki, pero no recibió muy buena aceptación por parte de la crítica mundial y funcionó regular en taquilla.
El compositor Joe Hisaishi ha creado la banda sonora para muchas de las películas del Studio Ghibli. Debido a la fama de los estudios, se abrió en las afueras de Tokio el Museo Ghibli, museo comercial que exhibe los trabajos del estudio. El 1 de noviembre de 2022, el parque temático Studio Ghibli, fue lanzado. Se caracteriza por disponer de muchas zonas verdes y carecer de atracciones mecánicas.

## Películas
A pesar de que Nausicaä del Valle del Viento (1984) a menudo se considera como una película de Studio Ghibli, fue producida y lanzada antes de la fecha oficial de fundación del estudio.

| Año  | Película                                                           | Director             | Ref.          |
| ---- | ------------------------------------------------------------------ | -------------------- | ------------- |
| 1986 | El castillo en el cielo / Laputa: Un castillo en el cielo          | Hayao Miyazaki       | [ 17 ]        |
| 1988 | La tumba de las luciérnagas                                        | Isao Takahata        | [ 18 ]        |
| 1988 | Mi vecino Totoro                                                   | Hayao Miyazaki       | [ 19 ]        |
| 1989 | Kiki: Entregas a domicilio / Nicky, la aprendiz de bruja           | Hayao Miyazaki       | [ 20 ]        |
| 1991 | Recuerdos del ayer                                                 | Isao Takahata        | [ 21 ]        |
| 1992 | Porco Rosso                                                        | Hayao Miyazaki       | [ 22 ]        |
| 1993 | Puedo escuchar el mar                                              | Tomomi Mochizuki     | [ 23 ]        |
| 1994 | Pompoko                                                            | Isao Takahata        | [ 24 ]        |
| 1995 | Susurros del corazón                                               | Yoshifumi Kondō      | [ 25 ]        |
| 1997 | La princesa Mononoke                                               | Hayao Miyazaki       | [ 26 ]        |
| 1999 | Mis vecinos los Yamada                                             | Isao Takahata        | [ 27 ]        |
| 2001 | El viaje de Chihiro                                                | Hayao Miyazaki       | [ 28 ]        |
| 2002 | Haru en el reino de los gatos / El regreso del gato                | Hiroyuki Morita      | [ 29 ]        |
| 2004 | El castillo ambulante / El increíble castillo vagabundo            | Hayao Miyazaki       | [ 30 ]        |
| 2006 | Cuentos de Terramar                                                | Gorō Miyazaki        | [ 31 ]        |
| 2008 | Ponyo en el acantilado / Ponyo y el secreto de la sirenita         | Hayao Miyazaki       | [ 32 ]        |
| 2010 | Arrietty y el mundo de los diminutos / El mundo secreto de Arriety | Hiromasa Yonebayashi | [ 33 ]        |
| 2011 | La colina de las amapolas                                          | Gorō Miyazaki        | [ 34 ]        |
| 2013 | El viento se levanta / Se levanta el viento                        | Hayao Miyazaki       | [ 35 ]        |
| 2013 | El cuento de la princesa Kaguya                                    | Isao Takahata        | [ 36 ] [ 37 ] |
| 2014 | El recuerdo de Marnie                                              | Hiromasa Yonebayashi | [ 38 ] [ 39 ] |
| 2020 | Earwig y la bruja                                                  | Gorō Miyazaki        |               |
| 2023 | El niño y la garza / El chico y la garza                           | Hayao Miyazaki       | [ 40 ]        |

### Coproducción internacional
En 2016 se estrenó La Tortuga Roja una coproducción internacional entre Ghibli y varias productoras francesas, principalmente Wild Bunch. La cinta estuvo dirigida por Michaël Dudok de Wit.

| Año  | Título          | Director             | Guionista(s)                          | Productor artístico | Música                |
| ---- | --------------- | -------------------- | ------------------------------------- | ------------------- | --------------------- |
| 2016 | La Tortuga Roja | Michaël Dudok de Wit | Michaël Dudok de Wit & Pascale Ferran | Isao Takahata       | Laurent Perez del Mar |

### Documental
En 1987, Isao Takahata y Hayao Miyazaki realizaron un documental sobre la historia de los canales de Yanagawa, primera y única película documental de Studio Ghibli.
| Año  | Título                       | Director      | Guionista(s)  | Productor(es)  | Música        |
| ---- | ---------------------------- | ------------- | ------------- | -------------- | ------------- |
| 1987 | Yanagawa horiwari monogatari | Isao Takahata | Isao Takahata | Hayao Miyazaki | Michio Mamiya |

## Anuncios publicitarios

### ¿Qué será?
Nandarō (なんだろう?  lit. ¿Qué será?) fue una serie de spots publicitarios para la cadena televisiva NTV creados por Hayao Miyazaki en Studio Ghibli. Los cinco spots, uno de 15 segundos y los otro cuatro de cinco segundos, se emitieron por primera vez en noviembre de 1992. Fueron incluidos en el compilado Ghibli ga Ippai, en LaserDisc, y en el set de DVD Ghibli ga Ippai Special Short Short.

## Vídeos musicales
Studio Ghibli (y su ramificación Studio Kajino) han creado un gran número de vídeos musicales.

### On Your Mark
On Your Mark (オン・ユア・マーク On Yua Māku?) es una canción del dúo de rock japonés Chage & Aska. A su petición, el animador Hayao Miyazaki produjo un vídeo musical para la canción. El vídeo musical fue creado en 1995, es completamente animado, no tiene diálogo, y tiene una duración de aproximadamente seis minutos y medio. La canción fue usada en anuncios publicitarios para NEC, y fue exhibida en el lanzamiento en cines de Susurros del corazón en Japón.
El vídeo musical cuenta la historia de dos policías en un posible futuro donde rescatan a una joven con alas del cuartel general de un culto religioso, y luego la salvan de su propio gobierno.

## Cortometrajes
- On Your Mark (1995).
- Guru Guru (2001). Film Guru Guru (フィルムぐるぐる Firumu Guru Guru?) son una serie de cortometrajes ilustrados de anime, exhibidos en el Museo Ghibli del 1 de octubre de 2001 al 17 de noviembre de 2008. La serie fue dirigida por Hayao Miyazaki, con guion gráfico de Miyazaki y Hiromasa Yonebayashi (quien también participó como productor).
- Ghiblies Episode 1 (2000). Ghiblies (ギブリーズ Giburīzu?) es una película cómica de 12 minutos ilustrada con estilo ánime que se televisó en NTV el 8 de abril de 2000. Fue dirigida por Yoshiyuki Momose y producida por Hiroyuki Watanabe.
- Ghiblies Episode 2 (2002). Fue estrenada en cines junto con la película Neko no Ongaeshi el 19 de julio de 2002. Momose escribió el guion y dirigió la secuela, junto con sus asistentes de dirección Eiichirō Tashiro y Chika Matsumura. Manto Watanabe, el baterista de la banda proveniente de Okinawa Shang Shang Typhoon, compuso la música para el cortometraje. Personajes tales como el director de arte Noboru Yoshida, el diseñador de personajes originales Toshio Suzuki y el diseñador de personajes especiales Hisaichi Ishii, tuvieron una participación importante en la realización del cortometraje.
- Máquinas voladoras imaginarias (2002). Kūsō no Sora Tobu Kikaitachi (空想の空飛ぶ機械達 Imaginary Flying Machines?) es un cortometraje animado del año 2002 producido por Studio Ghibli para su uso exclusivo en el Museo Ghibli. Cuenta con el famoso director Hayao Miyazaki actuando como narrador (en la forma de un cerdo humanizado, con una excepcional remembranza al personaje Porco de la película animada Porco Rosso), contando la historia de vuelo y las múltiples máquinas imaginadas para lograr semejante planeo.[47]
- La noche de Taneyamagahara (2006). The Night of Taneyamagahara (種山ヶ原の夜 Taneyamagahara no Yoru?) es un cortometraje animado dirigido por Kazuo Oga y publicado por Studio Ghibli. La versión en DVD fue estrenada en Japón el 7 de julio de 2006. La historia está basada en la obra del escritor Kenji Miyazawa.
- La hora de Iblard (2007). Iblard Jikan (イバラード時間 Ibarādo Time?) es una animación japónesa creada por Studio Ghibli, su estreno en Japón en formato DVD y Blu-ray fue el 4 de julio de 2007 como parte de la colección "Ghibli ga Ippai Collection".[48] Estuvo dirigida por Naohisa Inoue. La historia se desarrolla en el mundo imaginario de Iblard, originalmente representado en pinturas del artista Inoue. Las pinturas de Iblard inspiraron también a la creación de la película de fantasía Susurros del corazón por parte de Ghibli.[49]
- Giant God Warrior Appears in Tokyo (2012). Giant God Warrior Appears in Tokyo (巨神兵東京に現わる Kyoshinhei Tokyo ni Arawaru?) producido por Studio Ghibli y dirigido por Hideaki Anno, se estrenó en Japón junto a la película Evangelion: 3.0 You Can (Not) Redo. El cortometraje rinde homenaje a las criaturas diseñadas por Miyazaki en Nausicaä del Valle del Viento y a la propia serie Neon Genesis Evangelion.
- Boro, la oruga (2017). Water Spider Monmon (水グモもんもん Mizugumo Monmon?) es un cortometraje en animación CGI (gráficos generados por ordenador) dirigido por Hayao Miyazaki.

## Videojuegos
- Magic Pengel, hecho junto con Garakuda-Studio y Taito (PlayStation 2; 2002)
- Ni no Kuni: La ira de la Bruja Blanca, hecho junto con Level-5 (Nintendo DS; 2010. PlayStation 3; 2012)

## Comerciales
Según información del disco Ghibli ga Ippai Collection, lanzado en el año 2005, el estudio ha realizado los siguientes comerciales:
- "Sora Iro no Tane" (1992)
- "Nandarou" (1992)
- "On Your Mark" (1995)
- "Exhibición del Studio Ghibli" (1995)
- "Hotaru No Haku" (1996)
- "Kinyou Roadshow" (1996)
- "Online Shopping Mall Shop-One" (2000)
- "Umacha" (2001)
- "Inauguración Ghibli Museum Mitaka, venta de tickets" (2001)
- "Promoción de Sen to Chihiro no Kamikakushi", venta de DVD (2002)
- "Comercial de House Foods Haru, en el reino de los Gatos" (2002)
- "Risona Ginkou", comercial del Banco "Risona" (2003)
- "House Foods Ouchi de Tabeyou", comercial de verano (2003)
- "House Foods Ouchi de Tabeyou", comercial de primavera (2004)
- "KNB Yumedegi Promoción" (2004)
- "The Yomiuri Shimbun, comercial de la empresa Kawaraban" (2005)
- "Comercial de la empresa Kawaraban Doredore" (2005)
- "Protable Airport, Space Station No.9", video creado para Protable Airport Tokyo (2006)
- "Dore Dore Hikkoushi-hen", video musical, Dore-Dore (2006)

## Producción y técnicas de realización
Studio Ghibli es de los estudios de animación que se han mantenido fieles a la animación tradicional en 2D. Es decir, Hayao Miyazaki y todo su equipo realizan las producciones mediante la técnica de dibujo a mano que no trabaja con ordenadores para generar movimientos entre los diferentes elementos. Aunque en ocasiones utilizan medios digitales para generar entornos con movimiento de cámara tridimensional o diferentes efectos, el grueso de sus producciones es dibujado y elaborado en mayor parte a mano.
Tal y como el fundador ha explicado en entrevistas, el punto de inicio para realizar todos los proyectos son ideas personales,inspiraciones de otros autores e incluso adaptaciones de obras poco conocidas como en Majo no Takkyūbin (1989) que puestas en común dan paso a una idea general sobre la cual todo el equipo trabajará. Cuando Hayao Miyazaki dirige, a diferencia de otros directores de animación, no basa en desarrollo de sus películas en un guion previamente escrito en base al cual se trabajará y crearán sus fotogramas, sino que con la idea original, el director comienza a crear escenarios, personajes o situaciones relevantes con una idea en su cabeza que va uniendo hasta concluir la obra en el proceso de storyboard. Esto ha provocado que algunos trabajadores del estudio han confesado que en ocasiones desconocían lo que estaba sucediendo en la película en la que estaban trabajando hasta que el proceso de guion gráfico no finaliza.
Cada película, dependiendo de su duración y fluidez de movimiento está compuesto por una cantidad diferente de acetatos; por ejemplo, en una de sus producciones, Puedo escuchar el mar (1993), la animación está compuesta por tan solo 25.530 dibujos, ya que fue una producción dirigida a televisión, y en cambio, para uno de sus filmes más conocidos por su fluidez en el movimiento, Gake no ue no Ponyo (2008), tuvieron que realizarse un total de 170.653. El hecho de que la gran mayoría de sus producciones estén realizadas a papel y de forma artesanal, hace que su complejidad sea muy alta, pero sobre todo, su tiempo de realización suele ser muy extenso porque el montaje de creación de un movimiento fluido de forma tradicional es un proceso largo y tedioso. Para crear una toma de tan solo 30 segundos en la película El viento se levanta (2013), se necesitaron más un año y tres meses de trabajo. La producción más larga de una película de animación realizada por el estudio fue la de El chico y la garza (2023), en la cual el estudio trabajó durante más de siete años. En la película también colaboraron con otros famosos estudios del mundo de la animación japonesa y trabajaron en ella tanto animadores muy veteranos de Ghibli, como recién llegados. Según Suzuki esta fue, además, la película más cara jamás producida en Japón.
Durante todo el proceso de producción, los artistas del estudio dibujan y pintan detalladamente cada una de las escenas que componen el film, ya que cada frame es detallado y perfeccionado como si de una obra de arte se tratase. Además, el mismo Hayao Miyazaki explica que cada elemento que aparece en sus dibujos tiene un propósito y fin en su aparición, hecho visible en el uso recurrente de planos generales en sus películas, llenos de elementos y personajes. Cada director del estudio tiene un estilo propio y una forma distinta de elaborar sus películas, pero todos los trabajadores del estudio tienen en común las enseñanzas y fórmulas creativas que asentaron Takahata y Miyazaki, los fundadores de Ghibli.

## Temática y estética
Es claramente visible como las películas del estudio suelen girar alrededor de una estética y temática muy concreta. Aparte de su estética de dibujo con uso de colores vivos y animados; se detecta como la mayoría de las producciones se centran en una serie de temas sobre los cuales el mismo Miyazaki ha confirmado su interés, pero son temas que también son tratados por otros directores del estudio, como Isao Takahata, y que acaban formando el ideal del propio Studio Ghibli.
Por ejemplo, aparece de forma recurrente el tema de crecer o madurar, ya que muchos de sus protagonistas se ven obligados a reflexionar o luchar contra las situaciones en las que se encuentran viéndose obligados a trabajar o a lidiar con responsabilidades de gran peso, como en La tumba de las luciérnagas (1988) o en El chico y la garza (2023). Otro tema muy desarrollado en sus filmes mediante los protagonistas o en ocasiones, los secundarios, es la independencia de la mujer, ya que el tratamiento de sus personajes femeninos destaca por tener valentía, agresividad y heroicidad, como por ejemplo en La princesa Mononoke (1997). Pero, el tópico que más destaca es el trato de la naturaleza y la ecología, debido a que es uno de los problemas actuales que más preocupan al fundador y el cual ha querido transmitir en los filmes a través del humanismo y la violencia entre el mundo natural y el civilizado, como se aprecian en los filmes Nausicaä del Valle del Viento (1984), La princesa Mononoke o Mi vecino Totoro (1988). También son usuales los temas antibélicos, el amor, la muerte, el individualismo y la responsabilidad.